# Cúp Liên đoàn bóng đá Anh 2005-06
Cúp Liên đoàn bóng đá Anh 2005–06 là mùa giải lần thứ 46 của Football League Cup, một giải đấu loại trực tiếp bao gồm 92 câu lạc bộ bóng đá tại Anh. Tên giải đấu được đặt tên theo nhà tài trợ đó là hãng bia Carling.
Mùa giải bắt đầu ngày 22 tháng 8 năm 2005 và kết thúc vào ngày 26 tháng 2 năm 2006 trên Sân vận động Thiên niên kỷ tại Cardiff thay cho Sân vận động Wembley đang sửa chữa.
Đội giành chiến thắng trong giải đấu đó là Manchester United, đội bóng này đánh bại Wigan với tỷ số 4–0 trong trận chung kết, cả hai bàn thắng được ghi bởi Wayne Rooney và 1 bàn của Cristiano Ronaldo và bàn còn lại được ghi bởi Louis Saha. Wigan là đội mới thăng hạng Giải bóng đá Ngoại hạng Anh 2005-06 trước khi mùa giải bắt đầu.

## Vòng 1
Có 72 câu lạc bộ ở Football League tham gia thi đấu vòng 1. Mỗi trận đấu là kết quả bốc thăm ngẫu nhiên giữa đội xếp hạt giống và một đội không được xếp hạt giống. Việc xếp hạt giống dựa vào thành tích của các đội bóng trong mùa giải 2004-05. Vì vậy, các câu lạc bộ xuống hạng từ Premier League vào năm 2005 như Norwich City, Crystal Palace và Southampton đều được xếp vào nhóm hạt giống trong khi các đội thăng hạng lên Football League như Barnet và Carlisle United đều không được xếp vào nhóm hạt giống.
- Vào ngày 28 tháng 6 năm 2005 tiến hành bốc thăm phân cặp thi đấu.[1]
- Các trận ngày 22, 23  và 24 tháng 8 năm 2005.
- Thi đấu hiệp phụ nếu kết quả hòa sau 90 phút.
- Sút luân lưu 11m nếu kết quả vẫn hòa sau thời gian hiệp phụ.

| Thứ tự                                                            | Đội chủ nhà             | Tỷ số1 | Đội khách              | Ngày thi đấu        |
| ----------------------------------------------------------------- | ----------------------- | ------ | ---------------------- | ------------------- |
| 1                                                                 | Chesterfield            | 2–4    | Huddersfield Town      | 24 tháng 8 năm 2005 |
| 2                                                                 | Colchester United       | 0–2    | Cardiff City           | 24 tháng 8 năm 2005 |
| 3                                                                 | Derby County            | 0–1    | Grimsby Town           | 24 tháng 8 năm 2005 |
| 4                                                                 | Rushden & Diamonds      | 0–3    | Coventry City          | 24 tháng 8 năm 2005 |
| 5                                                                 | Torquay United          | 0–0    | Bournemouth            | 24 tháng 8 năm 2005 |
| 0–0 sau hiệp phụ — Bournemouth thắng 4 – 3 trên chấm luân lưu.    |                         |        |                        |                     |
| 6                                                                 | Blackpool               | 2–1    | Hull City              | 23 tháng 8 năm 2005 |
| 7                                                                 | Bristol City            | 2–4    | Barnet                 | 23 tháng 8 năm 2005 |
| 8                                                                 | Burnley                 | 2–1    | Carlisle United        | 23 tháng 8 năm 2005 |
| 9                                                                 | Bury                    | 0–3    | Leicester City         | 23 tháng 8 năm 2005 |
| 10                                                                | Crystal Palace          | 3–0    | Walsall                | 23 tháng 8 năm 2005 |
| 11                                                                | Cheltenham Town         | 5–0    | Brentford              | 23 tháng 8 năm 2005 |
| 12                                                                | Gillingham              | 1–0    | Oxford United          | 23 tháng 8 năm 2005 |
| 13                                                                | Hartlepool United       | 3–1    | Darlington             | 23 tháng 8 năm 2005 |
| 14                                                                | Ipswich Town            | 0–2    | Yeovil Town            | 23 tháng 8 năm 2005 |
| 15                                                                | Leeds United            | 2–0    | Oldham Athletic        | 23 tháng 8 năm 2005 |
| 16                                                                | Leyton Orient           | 1–3    | Luton Town             | 23 tháng 8 năm 2005 |
| 17                                                                | Lincoln City            | 5–1    | Crewe Alexandra        | 23 tháng 8 năm 2005 |
| 18                                                                | MK Dons                 | 0–1    | Norwich City           | 23 tháng 8 năm 2005 |
| 19                                                                | Mansfield Town          | 1–1    | Stoke City             | 23 tháng 8 năm 2005 |
| 1–1 sau hiệp phụ — Mansfield Town thắng 3 – 0 trên chấm luân lưu. |                         |        |                        |                     |
| 20                                                                | Millwall                | 2–0    | Bristol Rovers         | 23 tháng 8 năm 2005 |
| 21                                                                | Northampton Town        | 3–0    | Queens Park Rangers    | 23 tháng 8 năm 2005 |
| 22                                                                | Nottingham Forest       | 2–3    | Macclesfield Town      | 23 tháng 8 năm 2005 |
| 23                                                                | Plymouth Argyle         | 2–1    | Peterborough United    | 23 tháng 8 năm 2005 |
| 24                                                                | Preston North End       | 1–1    | Barnsley               | 23 tháng 8 năm 2005 |
| 2–2 sau hiệp phụ — Barnsley thắng 5 – 4 trên chấm luân lưu.       |                         |        |                        |                     |
| 25                                                                | Reading                 | 3–1    | Swansea City           | 23 tháng 8 năm 2005 |
| 26                                                                | Rochdale                | 0–5    | Bradford City          | 23 tháng 8 năm 2005 |
| 27                                                                | Rotherham United        | 3–1    | Port Vale              | 23 tháng 8 năm 2005 |
| 28                                                                | Scunthorpe United       | 2–1    | Tranmere Rovers        | 23 tháng 8 năm 2005 |
| 29                                                                | Sheffield United        | 1–0    | Boston United          | 23 tháng 8 năm 2005 |
| 30                                                                | Shrewsbury Town         | 3–2    | Brighton & Hove Albion | 23 tháng 8 năm 2005 |
| 31                                                                | Stockport County        | 2–4    | Sheffield Wednesday    | 23 tháng 8 năm 2005 |
| 32                                                                | Swindon Town            | 1–3    | Wycombe Wanderers      | 23 tháng 8 năm 2005 |
| 33                                                                | Watford                 | 3–1    | Notts County           | 23 tháng 8 năm 2005 |
| 34                                                                | Wolverhampton Wanderers | 5–1    | Chester City           | 23 tháng 8 năm 2005 |
| 35                                                                | Wrexham                 | 0–1    | Doncaster Rovers       | 23 tháng 8 năm 2005 |
| 36                                                                | Southend United         | 0–3    | Southampton            | 22 tháng 8 năm 2005 |

## Vòng 2
Có 36 vượt qua vòng 1 và 12 câu lạc bộ Giải bóng đá Ngoại hạng Anh mà không tham dự cúp châu Âu tham gia thi đấu vòng 2. Lễ bốc thăm đã được thực hiện vào ngày 27 tháng 8. Các trận đấu diễn ra vào ngày 20 và 21 tháng 9.
| Thứ tự                                                              | Đội chủ nhà          | Tỷ số1 | Đội khách               | Ngày thi đấu        |
| ------------------------------------------------------------------- | -------------------- | ------ | ----------------------- | ------------------- |
| 1                                                                   | Blackburn Rovers     | 3–1    | Huddersfield Town       | 21 tháng 9 năm 2005 |
| 2                                                                   | Doncaster Rovers     | 1–1    | Manchester City         | 21 tháng 9 năm 2005 |
| 1–1 sau hiệp phụ — Doncaster Rovers thắng 3 – 0 trên chấm luân lưu. |                      |        |                         |                     |
| 3                                                                   | Fulham               | 5–4    | Lincoln City            | 21 tháng 9 năm 2005 |
| 4                                                                   | Barnet               | 2–1    | Plymouth Argyle         | 20 tháng 9 năm 2005 |
| 5                                                                   | Burnley              | 3–0    | Barnsley                | 20 tháng 9 năm 2005 |
| 6                                                                   | Crystal Palace       | 1–0    | Coventry City           | 20 tháng 9 năm 2005 |
| 7                                                                   | Cardiff City         | 2–1    | Macclesfield Town       | 20 tháng 9 năm 2005 |
| 8                                                                   | Charlton Athletic    | 3–1    | Hartlepool United       | 20 tháng 9 năm 2005 |
| 9                                                                   | Gillingham           | 3–2    | Portsmouth              | 20 tháng 9 năm 2005 |
| 10                                                                  | Grimsby Town         | 1–0    | Tottenham Hotspur       | 20 tháng 9 năm 2005 |
| 11                                                                  | Leicester City       | 2–1    | Blackpool               | 20 tháng 9 năm 2005 |
| 12                                                                  | Mansfield Town       | 1–0    | Southampton             | 20 tháng 9 năm 2005 |
| 13                                                                  | Norwich City         | 2–0    | Northampton Town        | 20 tháng 9 năm 2005 |
| 14                                                                  | Reading              | 1–0    | Luton Town              | 20 tháng 9 năm 2005 |
| 15                                                                  | Rotherham United     | 0–2    | Leeds United            | 20 tháng 9 năm 2005 |
| 16                                                                  | Scunthorpe United    | 0–2    | Birmingham City         | 20 tháng 9 năm 2005 |
| 17                                                                  | Sheffield Wednesday  | 2–4    | West Ham United         | 20 tháng 9 năm 2005 |
| 18                                                                  | Shrewsbury Town      | 0–0    | Sheffield United        | 20 tháng 9 năm 2005 |
| 0–0 sau hiệp phụ — Sheffield United thắng 4 – 3 trên chấm luân lưu. |                      |        |                         |                     |
| 19                                                                  | Sunderland           | 1–0    | Cheltenham Town         | 20 tháng 9 năm 2005 |
| 20                                                                  | Watford              | 2–1    | Wolverhampton Wanderers | 20 tháng 9 năm 2005 |
| 21                                                                  | West Bromwich Albion | 4–1    | Bradford City           | 20 tháng 9 năm 2005 |
| 22                                                                  | Wigan Athletic       | 1–0    | Bournemouth             | 20 tháng 9 năm 2005 |
| 23                                                                  | Wycombe Wanderers    | 3–8    | Aston Villa             | 20 tháng 9 năm 2005 |
| 24                                                                  | Yeovil Town          | 1–2    | Millwall                | 20 tháng 9 năm 2005 |

## Vòng 3
Có 24 giành chiến thắng ở vòng 2 và 8 câu lạc bộ Giải bóng đá Ngoại hạng Anh mà tham dự cúp châu Âu tham gia thi đấu vòng 3. Lễ bốc thăm tiến hành ngày 24 tháng 9. Các trận đấu diễn ra vào ngày 20 và 21 tháng 9.
| Thứ tự                                                               | Đội chủ nhà       | Tỷ số1 | Đội khách            | Ngày thi đấu         |
| -------------------------------------------------------------------- | ----------------- | ------ | -------------------- | -------------------- |
| 1                                                                    | Birmingham City   | 2–1    | Norwich City         | 26 tháng 10 năm 2005 |
| 2                                                                    | Bolton Wanderers  | 1–0    | West Ham United      | 26 tháng 10 năm 2005 |
| 3                                                                    | Cardiff City      | 0–1    | Leicester City       | 26 tháng 10 năm 2005 |
| 4                                                                    | Chelsea           | 1–1    | Charlton Athletic    | 26 tháng 10 năm 2005 |
| 1–1 sau hiệp phụ — Charlton Athletic thắng 5 – 4 trên chấm luấn lưu. |                   |        |                      |                      |
| 5                                                                    | Everton           | 0–1    | Middlesbrough        | 26 tháng 10 năm 2005 |
| 6                                                                    | Grimsby Town      | 0–1    | Newcastle United     | 26 tháng 10 năm 2005 |
| 7                                                                    | Manchester United | 4–1    | Barnet               | 26 tháng 10 năm 2005 |
| 8                                                                    | Aston Villa       | 1–0    | Burnley              | 25 tháng 10 năm 2005 |
| 9                                                                    | Blackburn Rovers  | 3–0    | Leeds United         | 25 tháng 10 năm 2005 |
| 10                                                                   | Crystal Palace    | 2–1    | Liverpool            | 25 tháng 10 năm 2005 |
| 11                                                                   | Doncaster Rovers  | 2–0    | Gillingham           | 25 tháng 10 năm 2005 |
| 12                                                                   | Fulham            | 2–3    | West Bromwich Albion | 25 tháng 10 năm 2005 |
| 13                                                                   | Mansfield Town    | 2–3    | Millwall             | 25 tháng 10 năm 2005 |
| 14                                                                   | Reading           | 2–0    | Sheffield United     | 25 tháng 10 năm 2005 |
| 15                                                                   | Sunderland        | 0–3    | Arsenal              | 25 tháng 10 năm 2005 |
| 16                                                                   | Wigan Athletic    | 3–0    | Watford              | 25 tháng 10 năm 2005 |

## Vòng 4
Lễ bốc thăm cho vòng thứ tư đã được thực hiện vào ngày 29 tháng 10 năm 2005 và các trận đấu diễn ra vào ngày 29 và 30 tháng 11. Doncaster cgây ra những cú sốc của vòng đấu này khi đánh bại Aston Villa với tỷ số 3-0.
| Bolton Wanderers            | 2 – 1 (H.ph) | Leicester City |
| --------------------------- | ------------ | -------------- |
| Borgetti 104' · Vaz Tê 106' |              | Williams 110'  |

| Charlton Athletic        | 2 – 3 | Blackburn Rovers                      |
| ------------------------ | ----- | ------------------------------------- |
| Ambrose 37' · Murphy 50' |       | Kuqi 75' · Thompson 81' · Bentley 88' |

| Manchester United                           | 3 – 1 | West Brom     |
| ------------------------------------------- | ----- | ------------- |
| Ronaldo 12' (ph.đ.) · Saha 16' · O'Shea 56' |       | Ellington 77' |

| Middlesbrough           | 2 – 1 | Crystal Palace      |
| ----------------------- | ----- | ------------------- |
| Viduka 52' · Németh 55' |       | Queudrue 31' (l.n.) |

| Wigan Athletic       | 1 – 0 | Newcastle United |
| -------------------- | ----- | ---------------- |
| Connolly 88' (ph.đ.) |       |                  |

| Arsenal                                 | 3 – 0 | Reading |
| --------------------------------------- | ----- | ------- |
| Reyes 12' · van Persie 42' · Lupoli 65' |       |         |

| Doncaster Rovers                                   | 3 – 0 | Aston Villa |
| -------------------------------------------------- | ----- | ----------- |
| McIndoe 20' (ph.đ.) · Heffernan 53' · Thornton 79' |       |             |

| Millwall                 | 2 – 2 (H.ph) 3 – 4Pen | Birmingham             |
| ------------------------ | --------------------- | ---------------------- |
| Dunne 57' · Elliott 116' |                       | Gray 10' · Heskey 102' |

## Vòng tứ kết
Lễ bốc thăm vòng tứ kết đã được thực hiện vào ngày 3 tháng 12 năm 2005 và các trận đấu đều diễn ra vào ngày 20 và 21 tháng 12. Doncaster Rovers xuất sắc cầm hòa Arsenal với tỷ số 2-2 sau thời gian hiệp phụ nhưng Arsenal giành chiến thắng 3-1 trên chấm luân lưu 11m.
| Doncaster Rovers        | 2 – 2 (h.ph) 1 – 3pen | Arsenal                          |
| ----------------------- | --------------------- | -------------------------------- |
| McIndoe 2' · Green 104' |                       | Owusu-Abeyie 63' · Gilberto 120' |

| Middlesbrough | 0 – 1 | Blackburn Rovers |
| ------------- | ----- | ---------------- |
|               |       | Dickov 90'       |

| Birmingham City | 1 – 3 | Manchester United        |
| --------------- | ----- | ------------------------ |
| Jarosik 75'     |       | Saha 46', 63' · Park 50' |

| Wigan Athletic   | 2 – 0 | Bolton Wanderers |
| ---------------- | ----- | ---------------- |
| Roberts 40', 45' |       |                  |

## Vòng bán kết
Lễ bốc thăm vòng bán kết đã được thực hiện trong tháng 12 năm 2005 sau khi kết thúc vòng tứ kết. Không giống như các vòng khác, các trận bán kết được thi đấu hai trận, với mỗi đội chơi một trận trên sân nhà. Các trận đấu diễn ra giữa tuần bắt đầu từ ngày 9 tháng 1 và 23 tháng 1 năm 2006.

### Lượt đi
| Wigan Athletic | 1 – 0 | Arsenal |
| -------------- | ----- | ------- |
| Scharner 78'   |       |         |

| Blackburn Rovers | 1 – 1 | Manchester United |
| ---------------- | ----- | ----------------- |
| Pedersen 35'     |       | Saha 30'          |

### Lượt về
| Arsenal                     | 2 – 1 (a.e.t.) | Wigan Athletic |
| --------------------------- | -------------- | -------------- |
| Henry 65' · van Persie 108' |                | Roberts 119'   |

Tỷ số hòa 2-2 sau hai lượt trận. Wigan thắng lợi cuối cùng vì luật bàn thắng sân khách.
| Manchester United            | 2 – 1 | Blackburn Rovers |
| ---------------------------- | ----- | ---------------- |
| van Nistelrooy 8' · Saha 51' |       | S. Reid 32'      |

Manchester United thắng 3–2 sau hai lượt trận

## Trận chung kết
Trận chung kết Carling Cup 2006 được thi đấu vào ngày 26 tháng 2 năm 2006. Đây là cuộc chiến giữa hai đại diện Premier League đó là Wigan Athletic và Manchester United trên Sân vận động Thiên niên kỷ, Cardiff. Manchester United giành thắng lợi với tỷ số 4-0 trong thời gian thi đấu chính thức.
| Manchester United                        | 4 – 0    | Wigan Athletic |
| ---------------------------------------- | -------- | -------------- |
| Rooney 33', 61' · Saha 55' · Ronaldo 59' | (Report) |                |

- Match details on Soccerbase Lưu trữ ngày 29 tháng 1 năm 2009 tại Wayback Machine